# Fort Edmonton

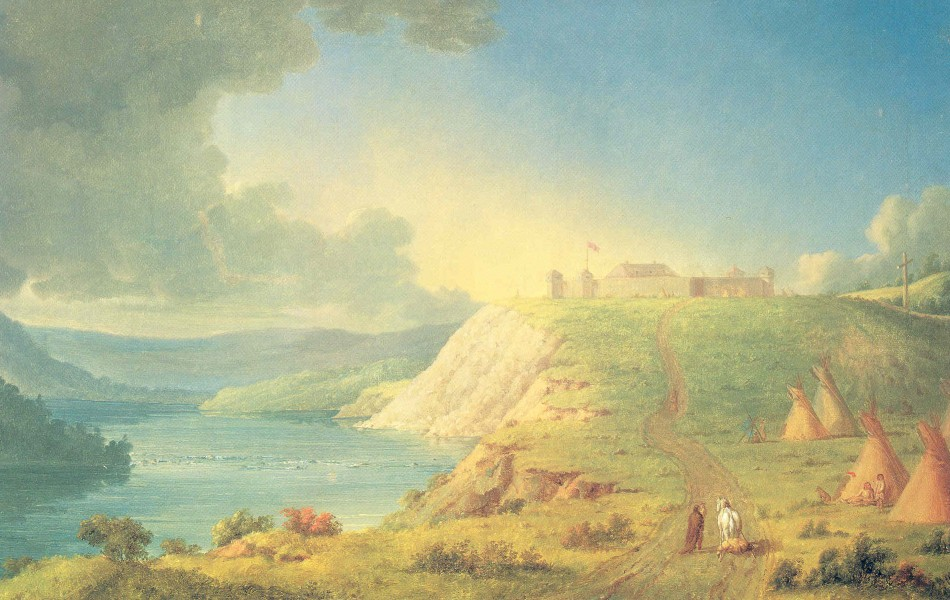
Fort Edmonton, Gemälde von Paul Kane (1810–1871), 1849–1856.

Fort Edmonton (früher auch Edmonton House) ist heute ein Museum in Edmonton, Kanada. Von 1795 bis 1891 war es ein Handelsposten der Hudson’s Bay Company (HBC).
1795 erbaut die HBC das Fort am North Saskatchewan River in Konkurrenz zum nahegelegenen Fort Augustus der North West Company (NWC). Das Gebiet gehörte zum Fellhandelsmonopol für Ruperts Land der HBC, diente aber auch der Verbindung zu den damaligen Nordwest-Territorien, dem Monopolgebiet der NWC. Der Handelskrieg eskalierte zwischen 1815 und 1819 im Pemmikan-Krieg, nach dessen Beilegung beide wirtschaftlich am Ende waren und schließlich 1821 vom britischen Kolonialministerium, dem Monopolgeber beider Unternehmen, zur Fusion gezwungen wurden. Nach der Vereinigung (immer noch unter dem Namen der HBC) avancierte Fort Edmonton zur Drehscheibe des Fellhandels im kanadischen Westen, welches auch der York Factory Express passierte. Über den North Saskatchewan River wurden Versorgungsgüter und Felle von und zur Hudson Bay transportiert und das Fort bildete das westliche Ende des Carlton Trail, über den vornehmlich die Métis die HBC mit Pemmikan versorgten.
Seit Mitte des 19. Jahrhunderts zogen die fruchtbaren Böden der Region immer mehr Siedler an, das Gebiet um Fort Edmonton wurde zum Zentrum des Handels und der Landwirtschaft und der Fellhandel trat mehr und mehr in den Hintergrund. Das Fort wurde 1891 aufgegeben und 1915 schließlich abgerissen, nachdem es von einer Flut stark beschädigt worden war. Die Besiedlung rund um das Fort jedoch bekam 1914 Stadtrechte und wurde 1915 Hauptstadt der Provinz Alberta.
Unter dem Namen Fort Augustus and Fort Edmonton National Historic Site of Canada wurde das Fort, zusammen mit Fort Augustus, am 23. Mai 1923 in das Verzeichnis der National Historic Site of Canada aufgenommen.
1969 begann man mit der Rekonstruktion des Forts etwa 5 Kilometer flussaufwärts von seiner ursprünglichen Lage und auf der anderen Seite des Flusses. Es ist heute Teil des bei Touristen beliebten Fort Edmonton Park.